# Hendrik Boland
Casper Hendrik (Hendrik) Boland (Terneuzen, 6 april 1953) was tot 18 januari 2013 wethouder Volkshuisvesting, Ruimtelijke ordening, Milieu en Sport in Enkhuizen en zowel directeur ad interim als lid van de Raad van Advies van klassebureau Register Holland. Daarbij is hij vicepresident van de Internationale vereniging European Maritime Heritage (EMH) en vertegenwoordigt daarin de Federatie Varend Erfgoed Nederland (FVEN).
Na zijn middelbare school en studie biologie begon hij met varen in het begin van de jaren tachtig als schipper/eigenaar van de 31 meter lange schoener "De Zuiderzee". In die tijd werden nog pas enkele zeilende schepen uit de beroepsvaart voor de recreatievaart gebruikt. Hij stimuleerde de professionalisering van deze zich steeds verder uitbreidende chartervaart en was op 24 oktober 1979 betrokken bij de oprichting van de Belangenvereniging Beroeps Zeilschippers (BBZ), was daar vanaf 1982 secretaris en later directeur. Onder zijn leiding werd een fusie tot stand gebracht met de Motor Charter Vaart Nederland (MCVN). Daarmee ontstond een vloot in totaal ca. 500 schepen uit het voormalige beroepsvrachtvervoer, die bedrijfsmatig met passagiers vaart. Omdat de zeilen van de vloot vaak getaand en daarom bruin waren, spreekt men sinds die tijd van de bruine vloot. Veel oude schepen kregen door de chartervaart een tweede leven, schippers konden weer een inkomen verdienen, evenals aan de zeilende beroepsvaart verwante bedrijven.
In februari 2003 werd hij raadsgriffier in de gemeente Andijk en beperkte hij zich tot adviseur van de vereniging. Hij zat 13 jaar in de gemeenteraad voor D66. Op 3 oktober 2007 werd hij benoemd tot wethouder in de gemeente Enkhuizen. Vanaf januari 2016 was hij wethouder in Gooise Meren, de fusiegemeente van Muiden met Naarden en Bussum. Later nog in de gemeente Waterland. 
Daarnaast is hij zich steeds blijven inzetten voor de ontwikkeling van de vloot van traditionele schepen. Niet alleen in Nederland, maar vanaf 1996 ook voor de vloot in Europa. Als vicepresident van de EMH heeft hij een belangrijke bijdrage geleverd bij de totstandkoming van de Europese regelgeving voor de binnenvaart, door in 2008 te bewerkstelligen dat er een speciaal hoofdstuk (19) in het betreffende verdrag werd vrijgehouden voor het behoud van de historische schepen. Zonder die regeling konden de historische schepen - ons varend erfgoed - uitsluitend nog naar het museum of de sloop. Voor de zeevarende schepen heeft hij intensief bijgedragen aan de MoU, een overeenkomst tussen scheepvaartinspecties van negen landen om elkaars certificaten te erkennen voor de traditionele schepen.
Hij is gediplomeerd als stuurman Kleine Handelsvaart en heeft lesgegeven als gastdocent aan de Enkhuizer Zeevaartschool, eerst in zeemanschapvakken en later gespecialiseerd in het vak Laden en Stuwen en ten slotte Zeilvaart. Zijn syllabus en lesdictaat worden bij het onderwijs nog steeds gebruikt. Nu is hij jaarlijks nog gastdocent.
Hij was betrokken bij de oprichting van het Bureau Zeilwezen, tegenwoordig Register Holland. In de Nederlandse en internationale verhoudingen is het belangrijk te kunnen aantonen dat schepen veilig zijn. Zo'n keurmerk kan na grondig onderzoek van het schip door dit instituut worden verleend, het Certificaat van Onderzoek. De heer Boland heeft vanaf 2006 Register Holland weer nieuw leven ingeblazen en gestimuleerd om ook nieuwe markten te gaan bewerken.
Hij kreeg op vrijdag 30 oktober 2009 tijdens de 30-jarige lustrumviering van de branchevereniging BBZ in Cultureel Centrum de Drommedaris uit handen van burgemeester Baas van Enkhuizen de versierselen uitgereikt die behoren bij de Koninklijke onderscheiding Ridder in de Orde van Oranje-Nassau. In de BBZ-vergadering van 22 november 2017 werd Hendrik Boland benoemd tot erelid van de BBZ, vanwege zijn dertigjarige ononderbroken inzet voor de chartervaart.
Per januari 2024 werd hij afdelingsvoorzitter van SchippersVereniging Schuttevaer afdeling Noord-Holland. 
is nu nog actief als voorzitter van de coöperatie Holland Sail (met 32 traditionele zeilende passagiersschepen) en de Streekomroep Westfriesland. 
Boland is getrouwd en heeft een zoon.